# Les Torres (Lliçà de Vall)
Les Torres o Santa Maria del Vallès és actualment un conjunt d'edificacions al voltant de l'antiga casa que dona nom a la finca al terme municipal de Lliçà de Vall. Aquest edifici té una estructura quadrada amb una important alçada que li dona un aspecte sòlid i tancat. A la part frontal trobem l'entrada principal a la planta baixa, i damunt dues plantes més i les golfes. Al llarg del temps la finca s'anà adaptant a les finalitats programades, i així es modificaren els edificis vells i es construïren altres de nous, com la capella i la vaqueria. Al llarg del segle xvi i en diversos documents, de precari (1508) i confessió (1554/1576), es fa referència a la finca, igual que el 1596, al "Repertori comemorial i consuerta de rendes i fruits".